# ست بارنز نیکلسون
 ست بارنز نیکلسون (انگلیسی: Seth Barnes Nicholson؛ ۱۲ نوامبر ۱۸۹۱ – ۲ ژوئیهٔ ۱۹۶۳) یک دانشمند در زمینه اخترشناسی اهل ایالات متحده آمریکا بود. 